# 佐藤乃乃果
佐藤乃乃果（日语：佐藤ののか，1996年3月12日—），日本AV女優。所屬事務所是バンビプロモーション。之前以「加藤桃香（加藤ももか，かとう ももか）」為藝名在進行活動。

## 簡歷
2016年4月以畢業新鮮人的身分加入SOD。所屬部門是宣傳部。
2017年2月21日在SOD的官方部落格中宣布要演出AV，並在3月2日以「加藤桃香」為藝名出道。
2018年5月18日成為「SODstar」的專屬女優。
2018年11月17日於官方Twitter上宣布將於12月的作品發售後離開專屬身分，成為企劃單體女優。
2021年1月19以想法上的不同為由離開T-POWERS，也因此退出已經決定的電影演出。
2021年2月5日在新建立的Twitter上宣布改名為「佐藤乃乃果」並將事務所改為バンビプロモーション。2021年3月，演出的『病んでる女を寝取るのはチョロすぎた。地雷系NTR』被週刊Playboy選為「2021年エロデミー賞」中的メイクアップ＆ヘアスタイリング賞。

## 人物
出身於東京都。興趣是料理和讀書，擅長跳芭蕾舞。

## 外部連結
- 佐藤ののか公式プロフィール （页面存档备份，存于）
- 佐藤 ののか的X（前Twitter）
- 佐藤 ののか的Instagram帳戶
- 加藤ももかだった的X（前Twitter）（不公開）